# 高市神社
- 高市神社
- 髙市神社

高市神社（たかいちじんじゃ）は、長野県上田市中央にある神社。

## 祭神
祭神は大国主神（大黒）、事代主（恵比寿）。商売繁盛、男女結縁、家内安全、無病息災、交通安全、受験合格を神徳・利益とする。

## 歴史
上田市海野町商店街通り沿いに鎮座する。海野町は天正3年（1583年）、真田昌幸による上田城築城の際、故郷の海野郷（現・東御市本海野）から移った町であり、その時期に市神（商いの守護神）として請願されたのが当社の起源である。数回の遷座ののち、明治30年代になって現在地にて社殿を建立した。
海野郷の白鳥神社より授かった霊石を神体とする。丸々とした玉石であるとされる。直接触れることができない神体の代わりとして、境内に「運の石」が置かれている。真田氏ゆかりの和歌山県伊都郡九度山町から移した神石で、右から左になでることで悪運を払い、逆に左から右になでることで良運を開くとされる。

## 境内

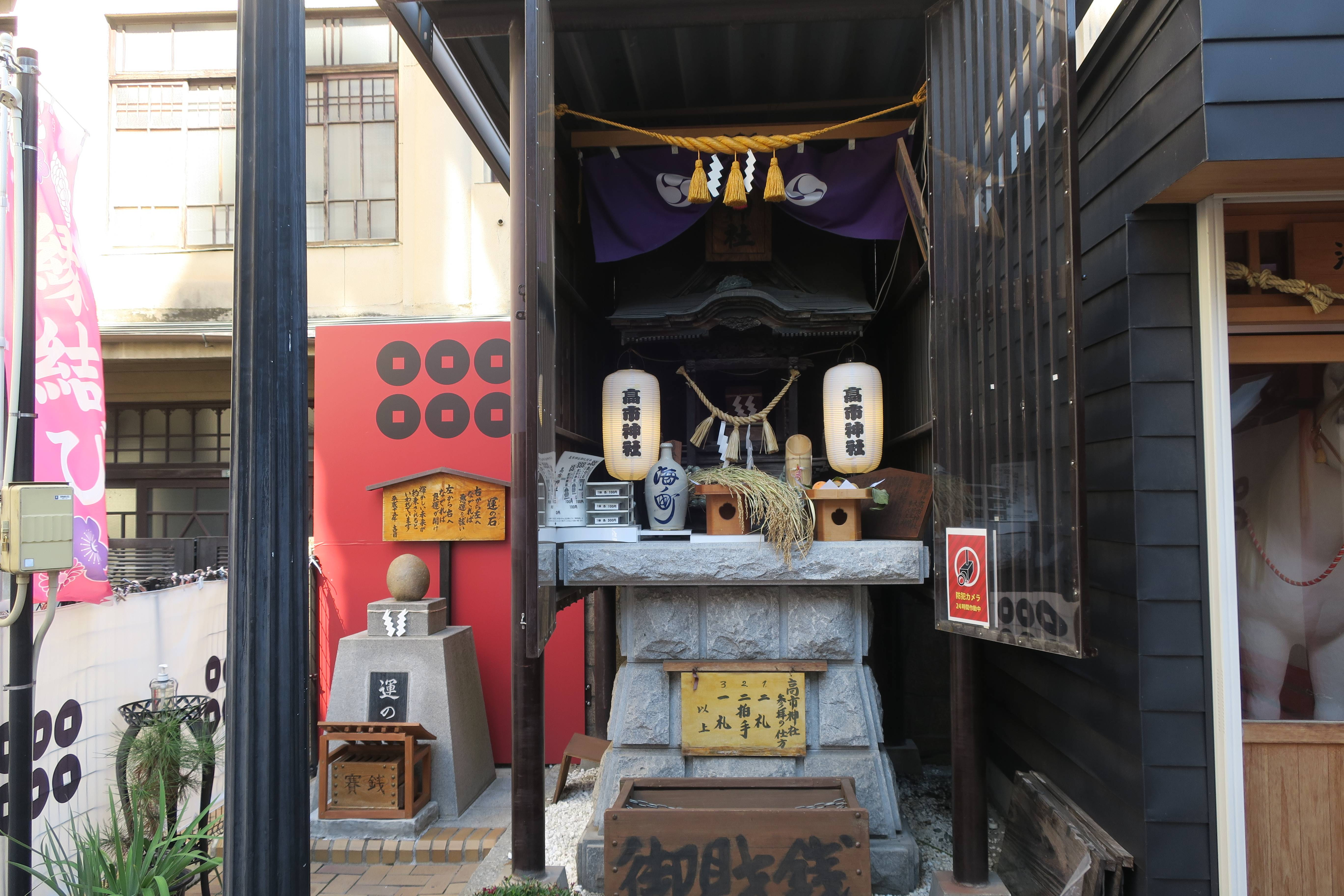
社殿
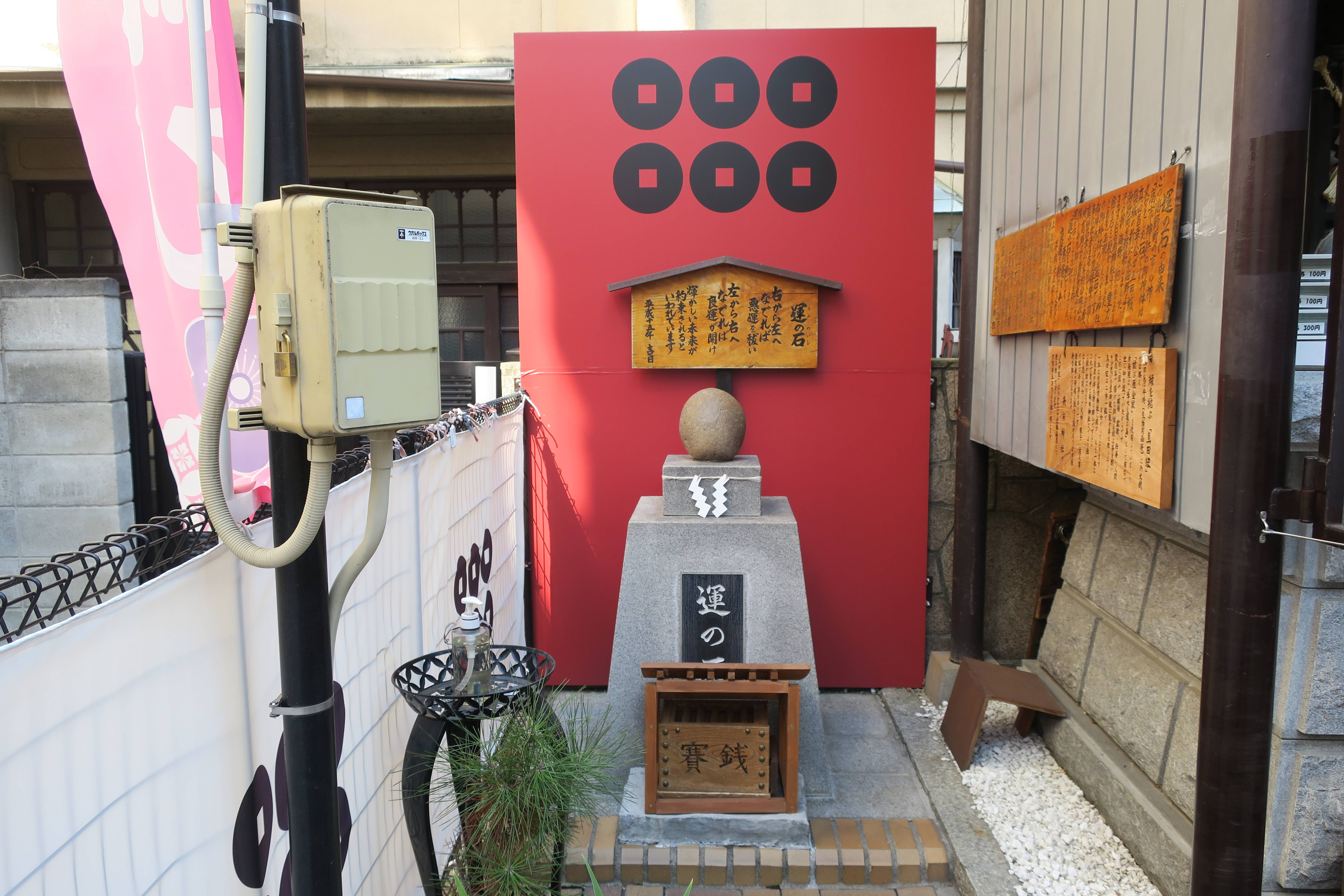
運の石
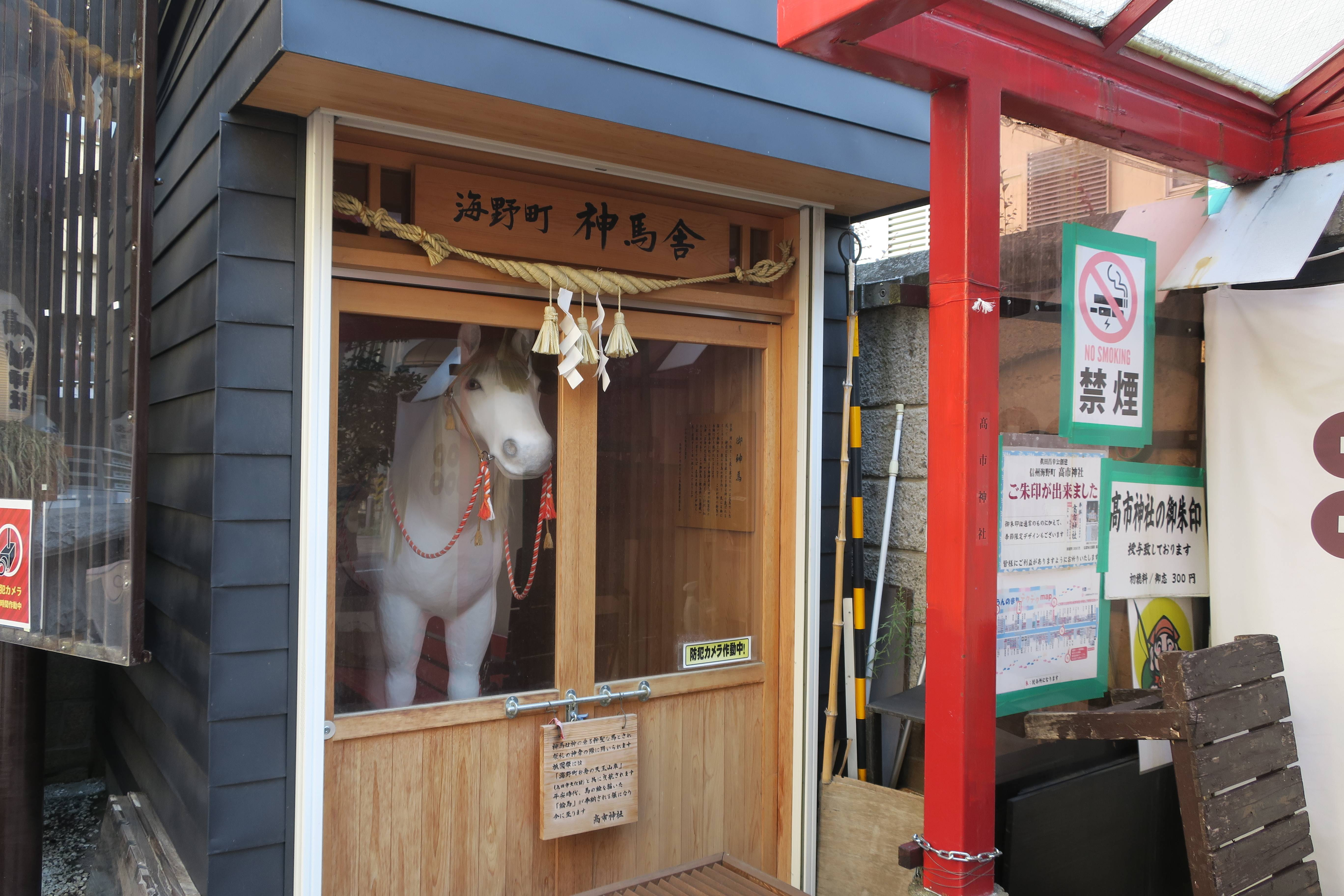
神馬舎

## 祭事
境内掲示「運の石の御利益」による。
- 毎月20日 - 縁日。
- 11月20日 - えびす講。
- 1月20日 - 初えびす。

## 交通アクセス

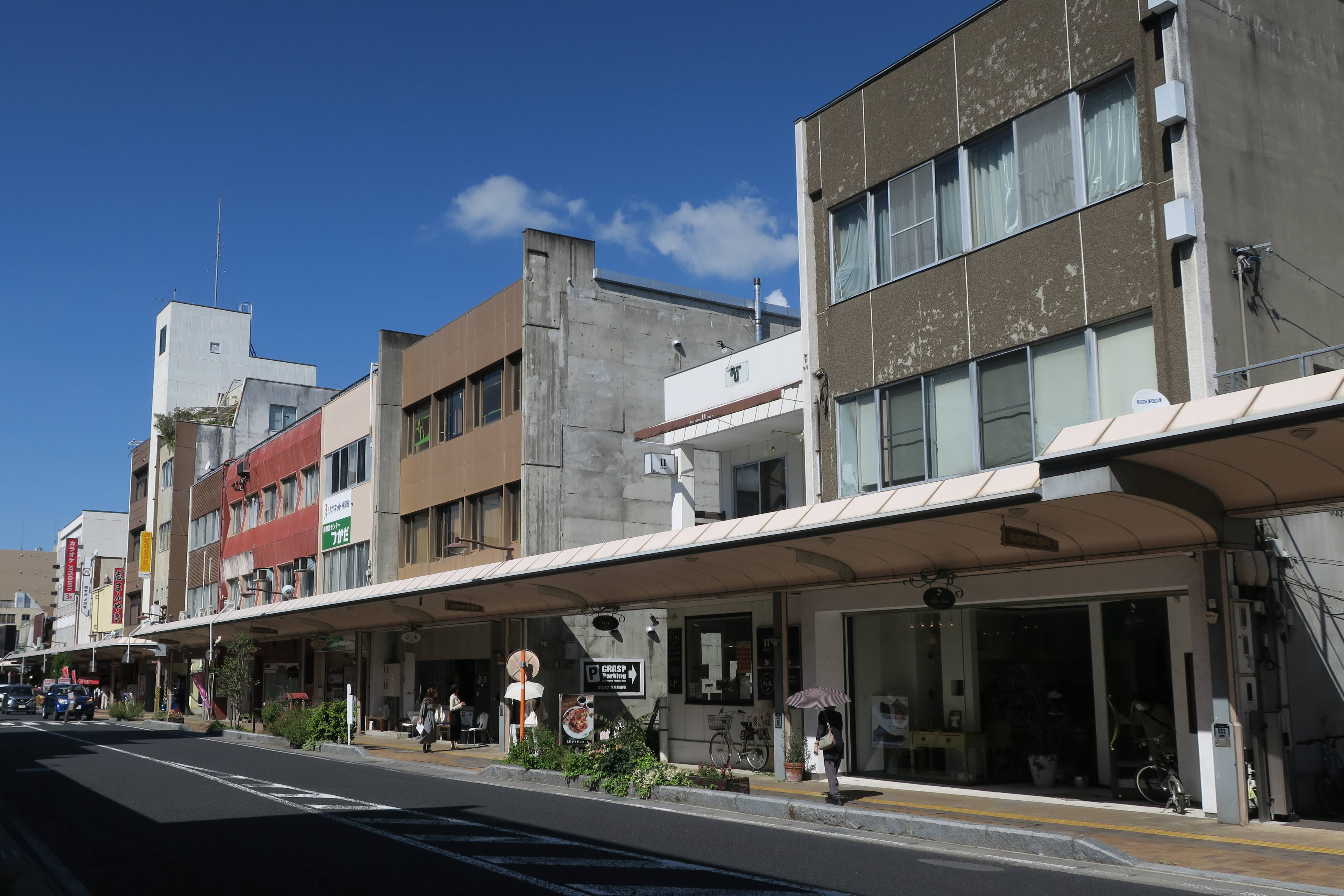
海野町商店街（長野県道79号小諸上田線、旧北国街道）

JR北陸新幹線、しなの鉄道しなの鉄道線、上田電鉄別所線・上田駅が最寄り。